# Nordseewoche

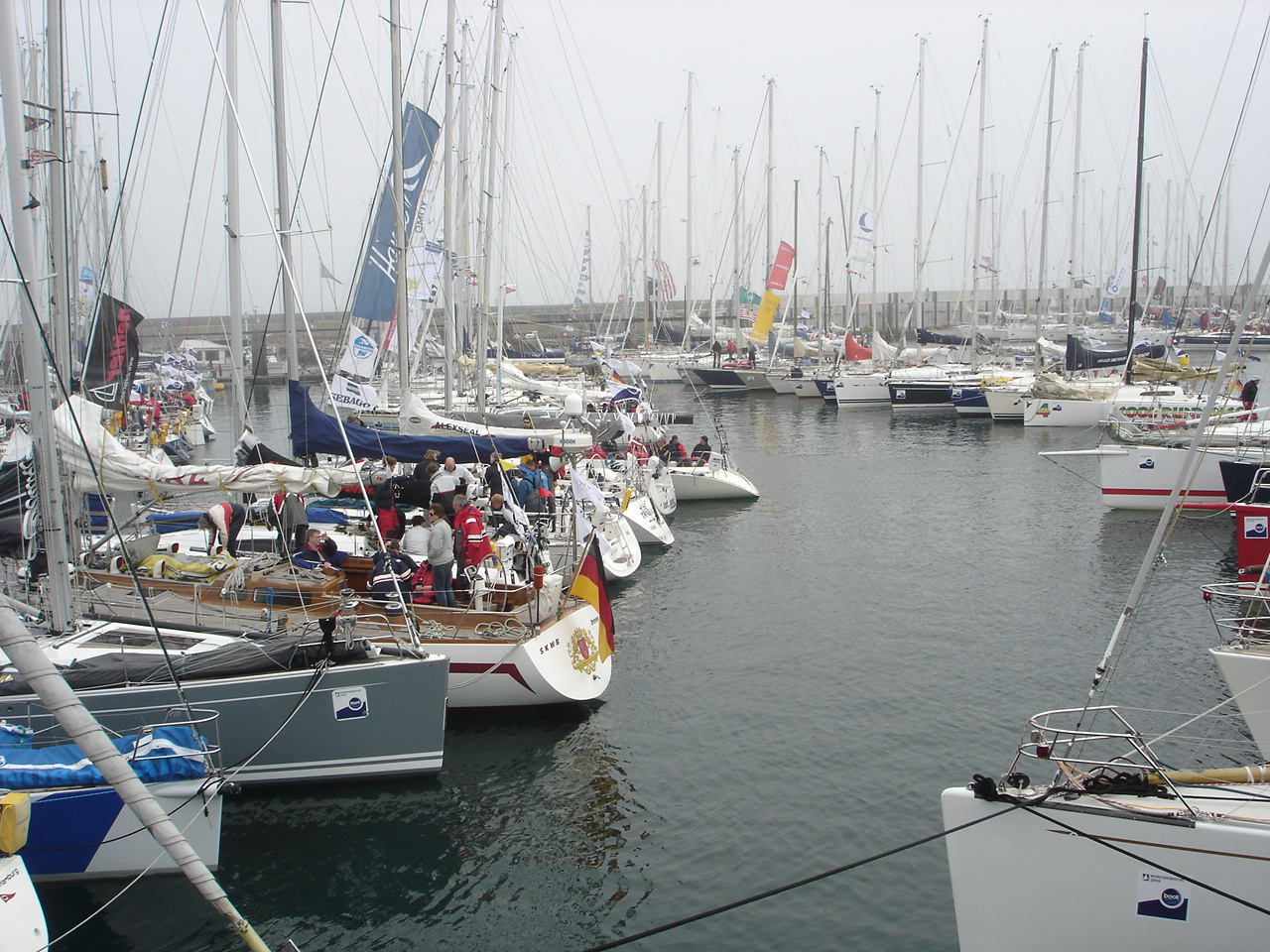
Regattateilnehmer 76. Nordseewoche 2010

Die Nordseewoche ist eine Regattawoche für Hochseesegler, die seit 1922 an Pfingsten auf der Nordsee und seit 1925 rund um die Insel Helgoland veranstaltet wird.

## Geschichte
Eine Gruppe von Seglern des Norddeutschen Regattavereins (NRV) hatte gemeinsam mit Mitgliedern befreundeter Seglervereinen an der Nordseeküste beschlossen, eine Regattaserie Nordseewoche mit dem Ziel Helgoland durchzuführen. 
Seit dieser Zeit gibt es drei Zubringerregatten nach Helgoland ab Bremerhaven, ab Wilhelmshaven und ab Cuxhaven. Seit einigen Jahren ist eine Zubringerregatta von Hallig Hooge dazu gekommen. Für die Hamburger Segler findet zusätzlich noch eine vorgeschaltete Streckenregatta, der „Haspa Private Banking Cup“ auf der Elbe, von Wedel nach Cuxhaven statt, die bereits seit 1910 veranstaltet wird. Die Organisation der Nordseewoche obliegt der Regattagemeinschaft Nordseewoche e. V., bestehend aus insgesamt neun Segelvereinen. Die Organisatoren und Helfer arbeiten ehrenamtlich.
Die Nordseewoche richtet sich schon immer an Profisegler und Amateure gleichermaßen. Neben den nach Vermessungsformeln wie ORC International oder ORC Club berechneten Yachten, wird seit einiger Zeit auch eine Parallelwertung nach dem IRC System angeboten. Für Familien und ungeübte Regattasegler ist der Family-Cruiser-Cup ausgeschrieben: Hier können Crews ausprobieren, ob ihnen der Regattasport Spaß macht. Allerdings darf beim Family-Cruiser-Cup weder Spinnaker- noch Gennakersegel benutzt werden.
Neben den Zubringer-Wettfahrten aus Cuxhaven, Bremerhaven, Wilhelmshaven und von Hallig Hooge, bringt seit 2003 die sog. „Sundowner“ Regatta, die Auftaktwettfahrt der sog. „SE Vibe Out Series“ ist, die Segler nach Helgoland. Die „SE Vibe Out Series“ besteht aus drei Regatten: Sundowner, Hummer 1 und Hummer 2. Diese Regattaserie wurde extra für ambitionierte Amateure und Profis geschaffen. An der Serie nehmen zumeist schnelle und große Yachten teil, die vor allem für den Regattaeinsatz gebaut sind. Kern der Nordseewoche sind die Wettfahrten BHF-BANK Cup Rund Helgoland und "INDUCON Cup Helgoländer Acht". 
Die Teilnehmerzahlen stiegen in den letzten Jahren kontinuierlich an. 2010 war die Nordseewoche zuletzt Ausrichter des Hochseeteils der Internationalen Deutschen Meisterschaft im Seesegeln. Es nahmen ca. 198 Yachten mit ca. 1.800 Seglern an dieser Nordseewoche teil. Seit einigen Jahren steigen die Meldezahlen wieder kontinuierlich und die Veranstaltung wird von Jahr zu Jahr größer. Auch 2012 ist die Nordseewoche Ausrichter des Hochsee-Teils der Internationalen Deutschen Meisterschaft im Seesegeln.
Die Nordseewoche ist unter Seglern auch für ihren Veranstaltungsteil an Land berühmt. Durch die Abgeschiedenheit Helgolands zerstreuen sich die Segler nicht, sondern feiern jeden Tag gemeinsam, oft bis in die Morgenstunden.
Zum Abschluss der Nordseewoche finden im jährlichen Wechsel die Langstrecken-Wettfahrten Pantaenius Rund Skagen über 510 Seemeilen mit Ziel Leuchtturm Kiel und seit 1968 die Helgoland-Edinburgh-Regatta über 400 Seemeilen mit dem Ziel Firth of Forth vor der schottischen Hauptstadt Edinburgh statt. 1973 und 1975 war Rund Skagen besonders stürmisch.